# Khelifi Ahmed
Khelifi Ahmed  (en árabe: خليفي أحمد‎)‎; con su verdadero apelativo Ahmed Abbas Ben Aïssa  (en árabe: أحمد عباس بن عيسى‎)‎; (1 de junio de 1921, Sidi Khaled (Biskra - 18 de marzo de 2012, Argel),  es el más célebre intérprete del género beduino argelino. Es celebrado como «el cantor de la estepa».
Con su poderosa y brillante voz, ha incorporado durante casi medio siglo el género "Ayèye Ayèye", esa típica forma musical argelina.

## Biografía
Procedente de una acaudalada familia campesina de Ziban, dueño de una finca de palmeras, educado en la escuela coránica, el joven es iniciado en el canto y en la poesía popular por su tío materno Hadj Ben Khelifa, meddah; uno de los cantantes más antiguos del género sahariano que, en 1933, grabó con gran éxito en Anouar y Bachir Essaïssi, en Túnez, una canción sobre la heroína de Mohamed Ben Guittoun,  Hiziya . Presentó a su sobrino en el coro de la hermandad, en Rahmania; y, que dirigió y le permitió participar en tertulias en la región de Messaad y Biskra, hasta 1939.
Es el nombre de su tío El Hadj Benkhelifa que Ahmed Abbas Ben Aïssa tomará como nombre artístico Khelifi Ahmed.
Después de un período de sequía que duró varios años, que llevó a la ruina de la familia y la venta del patrimonio, el joven Khelifi, reducido a la miseria, emigró en 1941 y se refugió con una de sus hermanas en Ksar Chellala. Allí, hizo un reencuentro decisivo, con Djerbi, un carpintero de su estado que lo contrató como aprendiz y lo hizo vivir con su familia. Uno de los hijos, un ejecutante de mandolina, lo llevaba, por sus arreglos para cantar, a noches íntimas que los jóvenes organizaban en la región, desarrollando así su gusto por la música. Es en esa familia, que vendría a casarse, más tarde, en 1951.
En 1943, Khelifi fue a Argel, recomendado por un religioso, curador de la mezquita de Sidi M'Hamed en Belcourt (hoy Belouizdad), asistiendo a la recepción de peregrinos y aún participando en las noches de Med'h (canto religioso) en festivales y ceremonias religiosas.
Boudali Safir, director artístico de Radio-Alger, se enteró del talento del joven por un rumor público; y, le pidió, en 1947, que le confiara la orquesta beduina que él había creado. Khelifi hizo su primer espectáculo con Abdelhamid Ababsa en el piano y, durante los siguientes espectáculos, se unió a un amigo que conoció durante los cuatro años que pasó en Sidi M'Hamed, Sid Ali Touil, buen laudista y conocedor del Med'h.
Fue en 1949, que se embarcó en la música típica del sur con el uso de flautas y su famoso "Ayyeye Ayye!" Ese año, comenzó una gira en Argelia con la compañía 'Abdelhalim Rais; gira interrumpida en Bone (Annaba) por orden de la administración colonial. Khelifi Ahmed se refugia en Constantino cerca de la hermandad de Kettania.
En 1952, colaboró en el programa "Min koul féne chouiya" de Mohamed el Habib Hachelaf. Así, enriquece su repertorio y algunas de sus interpretaciones de los poemas de los maestros del pasado son un éxito, especialmente Guelbi tfekkar ourban rahalla del jeque Aïssa Ben Allal. También participó en el espectáculo "Badawi Âsri", como un intento de modernizar el género sahariano, dirigido por Rahab Tahar y que también participó de una orquesta moderna bajo la dirección de Mustapha Skandrani. Así, en ese 1952, Khelifi ya se había hecho un nombre en el mundo artístico. Por lo tanto, colaboraba en el programa de radio de Hachelaf "Khalti Tamani", que fue un gran éxito entre los oyentes. 
Khelifi Ahmed se convierte, desde la independencia, en una estrella nacional, muy cortejada por los medios, estableciéndose como el maestro indiscutible de Ayèye Ayèye. En 1966, recibió el Premio de la Canción Tradicional, por el dominio perfecto y la excelente interpretación de una obra conocida,  Qamr Ellil  de Abdellah Benkerriou.
En 1972, participó en la semana cultural argelina, en París, así como en varias representaciones en todo el mundo árabe. Así, el maestro recibió distinciones de las altas autoridades de los estados visitados, así como de las instituciones especializadas para la preservación y el desarrollo del patrimonio popular.
Se retiró de la escena artística en 1989, después de participar en la primera semana cultural organizada en Arabia Saudita, en diciembre de 1987 y en una importante gira artística organizada en Marruecos en julio de 1988.
Como parte del evento "Argel, capital de la cultura árabe 2007", el Ministerio de Cultura dedica una caja de 10 CD y un libro que reproduce la mayoría de las obras que hicieron su fama; esa publicación fue diseñada y producida por Abdelkader Bendamèche; y organizó un tributo al Salón Ibn Khaldoun en Argel el 15 de diciembre de 2011, reconocimiento público por la dimensión de su personalidad y por su contribución al patrimonio inmaterial nacional argelino.
Khelifi es tío del artista Rabah Driassa.

## Repertorio
Khelifi interpretó a los grandes poetas de Melhoun (poesía popular) como Mohamed Ben Guittoun, de Sidi Khaled, Cheikh Smati de Ouled Djellal, Abdellah Ben Keriou de Laghouat y Aissa Ben Allal. de Ksar Chellala. Cantante de música beduina, mantuvo en los escenarios, la pompa del pasado con su burnous y sus zapatos típicos de su región esteparia. Durante casi medio siglo, interpretó un género beduino caracterizado por vocalizaciones en las dos sílabas Aiye-Aiye acompañadas por las quejas de la pareja Guesba - bendir interpretada por sus fieles compañeros Saad y Kaddour en la flauta y Dahmani en percusión.
Eterno defensor de los valores antiguos, se define como la "palmera del corazón de Argelia".

### Interpretaciones más conocidas
- Hiziya
- Guelbi tfakkar ourban rahalla
- Et haouel ya kaf Kerdada
- Abqa ala khir ya watni
- Qamr ellil
- Bent Sahra ya mahlaha
- Ennejm mcha oucer les sahra guebbel
- Sid ettaleb
- Tal elwâd ourah guelbi yet allen
- Youm el had
- Ya marsam
- Ya layyem
- Zineb
- Loghzal ellikan
- El wahch ou liyame

## Presencia internacional[1][1]
Khleifi Ahmed fue un embajador de la cultura beduina; obteniendo premios, medallas y reconocimientos de varios países, por imponer su arte, dando todo su sonido y las capacidades técnicas, haciendo sentir la canción beduina.
- 1966: galardonado con el Oscar de la canción tradicional después de haber realizado, con la brillantez de la suya, la famosa Qcida Qamr ellil.

- 1967: Semana Cultural de Túnez, honrado como hermanos culturales, y volvió a ella de nuevo con motivo del Festival Internacional de Cartago, y galardonado con la Orden del segundo grado en la conservación del patrimonio.
- Libia, donde recibió una respuesta popular a la canción del desierto de Argelia.
- 1979: Siria, en el marco de la canción televisada en el Mundo árabe; y, ganó la medalla de oro.

- Arabia Saudita, con motivo de la Semana Cultural de Argelia en Arabia Saudita, así como la semana cultural en Yemen y dejó una muy buena impresión en ambos países.

- 1988: Marruecos, en las semanas culturales argelinas, ofreciendo un concierto con motivo del Rey Hassan II y el Día de la Juventud en Marruecos.